# مانتیسلو (میسیسیپی)
مانتیسلو (به انگلیسی: Monticello) شهرکی در ایالت میسیسیپی کشور ایالات متحده آمریکا است که جمعیت آن در سرشماری سال ۲۰۱۰ میلادی، ۱٬۵۷۱ نفر بوده‌است.